# Nowhere Man
«Nowhere Man» —en español: «Hombre de ningún lugar»— es una canción del grupo británico The Beatles, incluida en su álbum Rubber Soul en su versión británica y lanzada al mercado de los Estados Unidos en el álbum Yesterday and Today. También se lanzó como sencillo en 1966. Aunque está acreditada a nombre de Lennon-McCartney, la canción fue compuesta por John Lennon.
Se grabó entre el 21 y el 22 de octubre de 1965. Nowhere Man es una de las primeras canciones de Lennon cuyo tema principal no es el amor; más bien marca notablemente su orientación filosófica.
Durante los años 60s, los jóvenes interpretaban a Nowhere Man como una canción ácida y afilada con respecto al conformismo de esa generación, ya que Nowhere Man es alguien que «just sees what he wants to see» («sólo ve lo que quiere ver») y que «don't know what [he's] missing» («no sabe lo que se pierde»).
Pero Lennon no la escribió con esa idea. La canción surge en un momento en el que a la banda se le estaba exigiendo componer nuevo material para grabar un nuevo disco que se publicara en la Navidad de 1965. Entonces, mientras pensaba qué escribir, Lennon se tumbó y pensó que él era un "hombre de ningún lugar", "sentado en ningún lugar" y que "no sabe a dónde va". Basado en ese pensamiento que se le vino a la cabeza creó la música y la compuso.
En esta canción uno puede notar las acentuadas armonías vocales características de los Beatles.
En 1968, The Carpenters realizaron una versión de piano/vocal en el estudio de garaje de Joe Osborns. Richard Carpenter utiliza la maqueta o demo original para crear una versión que salió en As Time Goes By en 2001.
Esta canción estuvo en el último concierto de los Beatles en Candlestick Park, en 1966. En esta versión (al igual que en el resto de la gira) Lennon tocaría su Epiphone Casino con un sonido eléctrico en vez del acústico como suena la de estudio.

## Personal
- John Lennon: voz principal, guitarra rítmica acústica (Gibson J-160e con transporte en el 2.º casillero) y guitarra líder (Fender Stratocaster).
- Paul McCartney: bajo (Rickenbacker 4001s) y armonía vocal.
- George Harrison: guitarra líder (Fender Stratocaster) y armonía vocal
- Ringo Starr: batería (Ludwig Super Classic).